# Dymokury
Dymokury település Csehországban, a Nymburki járásban. Dymokury Křinec, Záhornice, Činěves és Chotěšice településekkel határos. Lakosainak száma 905 fő (2024. január 1.).

## Népesség
A település lakosságának változását az alábbi diagram mutatja:
| Lakosok száma | 1264 | 1664 | 1715 | 1356 | 901  | 762  | 895  | 888  | 892  | 905  |
|               | 1869 | 1890 | 1921 | 1950 | 1980 | 2001 | 2017 | 2019 | 2022 | 2024 |